# Маелья
Маелья (ісп. Maella, кат. Maella) — муніципалітет в Іспанії, у складі автономної спільноти Арагон, у провінції Сарагоса. Населення — 2028 осіб (2010).
Муніципалітет розташований на відстані близько 310 км на схід від Мадрида, 85 км на південний схід від Сарагоси.

## Демографія
Динаміка населення (INE ):

## Галерея зображень

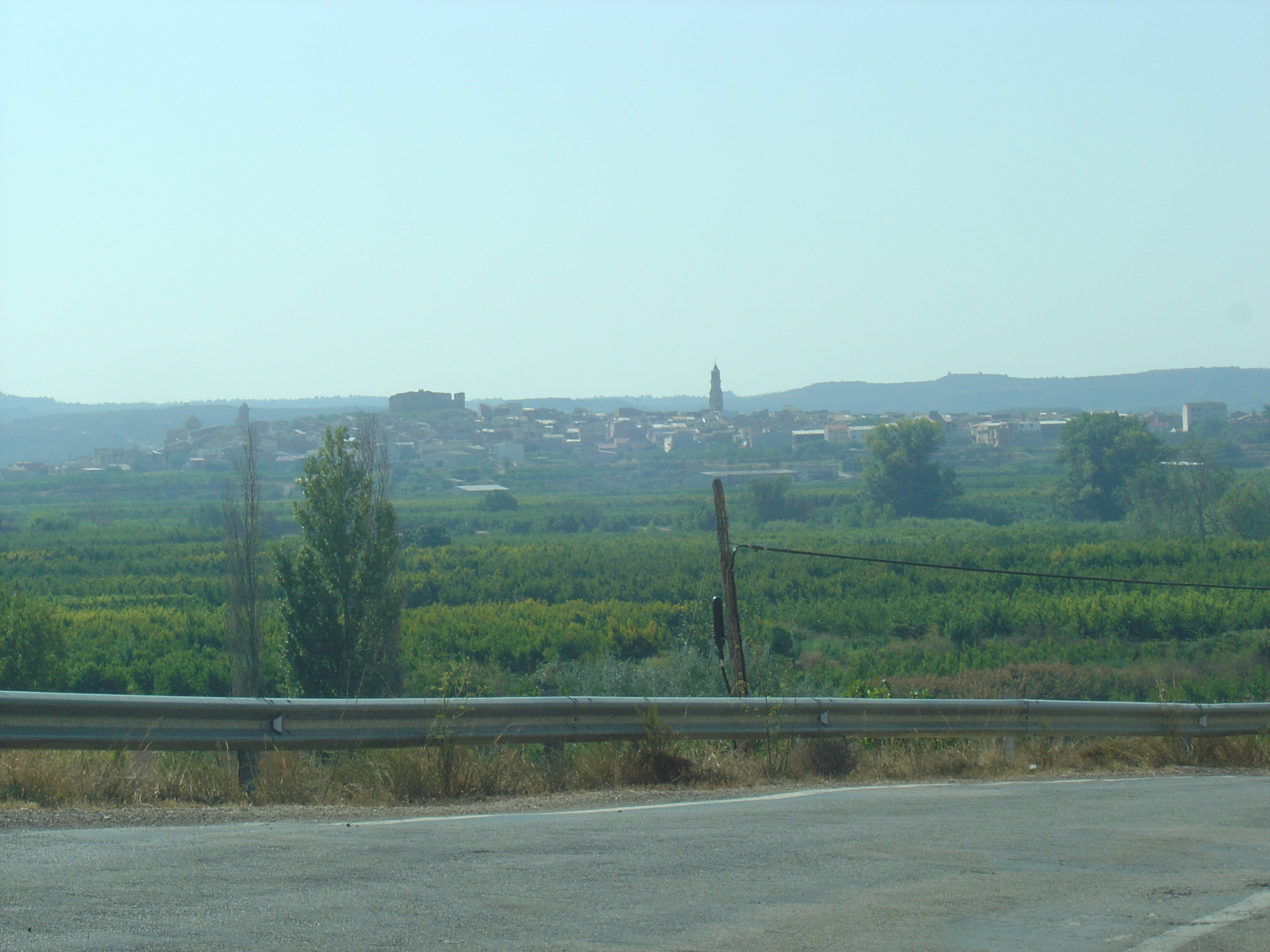
Панорама